# Maira Álvarez
Maira Álvarez – argentyńska zapaśniczka i judoczka. Zaczynała sportową karierę w wieku 13 lat jako judoczka. W 2004 zajęła piąte miejsce na mistrzostwach Ameryki Południowej. W tym samym roku rozpoczęła starty w turniejach zapaśniczych. Zdobyła brązowy medal na igrzyskach Ameryki Południowej z 2006 roku.